# Геита
Геита — город на северо-западе Танзании. Является административным центром области Геита с населением в 2 977 608 человек (2022).
Находится к югу от озера Виктория на расстоянии около 500 км к северо-западу от столицы страны г. Додома, в 83 км от Мванза.
Население города в 2022 году составляло 318 008 человек. Город занимает 10 место по численности населения в Танзании и лидирует в области Геита.
Здесь расположен золотой рудник. Золотой рудник Гейта находится в 80 км к юго-западу от города Мванза. Это самый крупный из восьми карьеров золота в Африке и единственный такой рудник в Танзании. В 2007 году на руднике Геита было добыто 327 000 унций золота.

## История
Дата основания поселения или первого упоминания неизвестны.
Вся история Геиты тесно связана с золотодобычей. Уже в первые годы немецкой колониальной эпохи, в конце 1880-х годов, были здесь начали добывать полезные ископаемые. После Первой мировой войны, когда началась британская колонизация и цена на золото упала, британцы стали больше интересоваться развитием сельского хозяйства.
Золотой рудник Геита начал добычу золота в 1936 году, тогда на нём работало 2000 сотрудников. Это был крупнейший золотой рудник в Восточной Африке. С 1936 по 1966 год на руднике было добыто более 1 миллиона унций золота.
Во время Второй мировой войны поиск и добыча золота были запрещены. Через четыре года после обретения независимости в 1966 году рудник был закрыт из-за политических событий и падения цен на золото. Когда цены на золото снова выросли, рудник вновь открылся в 1971 году. В 1996 году компания Ashanti Gold из Ганы приобрела контрольный пакет на право добычи ископаемых, в 2000 году после заключения договора на партнерство с AngloGold из Южной Африки удалось привлечь необходимые инвестиции в размере $400 млн и начать добычу с 2002 года.

## Климат
Климат в городе Геита тропический. Осадки 1000 миллиметров в год выпадают, в основном, с октября по май, в июне, июле и августе очень засушливые месяцы. Температура относительно постоянна и составляет 22° по Цельсию, самый теплый период — в октябре, самый холодный — в июле.